# João Oliveira
João Pedro Abreu De Oliveira (ur. 6 stycznia 1996) – szwajcarski piłkarz portugalskiego pochodzenia występujący na pozycji pomocnika w Arce Gdynia  oraz w reprezentacji Szwajcarii do lat 21. Wychowanek Gingins, w swojej karierze grał także w FC Luzern i Lechii Gdańsk. W maju 2025 roku przedłużył kontrakt z Arką o kolejny sezon.